# Leucophenga papuana
Leucophenga papuana är en tvåvingeart som beskrevs av Toyohi Okada 1987. Leucophenga papuana ingår i släktet Leucophenga och familjen daggflugor. Inga underarter finns listade i Catalogue of Life.